# Masaru Hirayama
Masaru Hirayama (平山 大 Hirayama Masaru?), född 3 juni 1972 i Fukui prefektur, är en japansk före detta fotbollsspelare.
Hirayama började sin karriär 1995 i Nagoya Grampus Eight. Med Nagoya Grampus Eight vann han japanska cupen 1995. 1997 flyttade han till Kawasaki Frontale. Han avslutade karriären 1998.